# كاثرين بيك (ممثلة)
كاثرين بيك (بالألمانية: Kathrin Beck)‏ هي راقصة على الجليد ‏ وممثلة نمساوية، ولدت في 8 مارس 1966 في فيينا في النمسا.

## وصلات خارجية
- الموقع الرسمي
- كاثرين بيك (ممثلة) على موقع أوليمبيديا (الإنجليزية)
- كاثرين بيك (ممثلة) على موقع IMDb (الإنجليزية)
- كاثرين بيك (ممثلة) على موقع ميوزك برينز (الإنجليزية)
- كاثرين بيك (ممثلة) على موقع قاعدة بيانات الفيلم (الإنجليزية)